# Journal of the American Academy of Audiology
Journal of the American Academy of Audiology is een internationaal, aan collegiale toetsing onderworpen wetenschappelijk tijdschrift op het gebied van de audiologie. De naam wordt in literatuurverwijzingen meestal afgekort tot J. Am. Acad. Audiol. Het wordt uitgegeven door de American Academy of Audiology en verschijnt 10 keer per jaar.